# جهان معمولی
«جهان معمولی» (به انگلیسی: Ordinary World) ترانه‌ای از گروه انگلیسی دورَن دورَن و اولین تک‌آهنگ از آلبوم سال ۱۹۹۳ آن‌ها با نام دورَن دورَن است. تک‌آهنگ در زمان انتشارش در ایالات متحده تا ردهٔ سوم بیلبورد هات ۱۰۰ صعود کرد و در بریتانیا ۶اُمین تک‌آهنگ پرفروش آن کشور شد.
با آغاز دههٔ ۱۹۹۰ میلادی و پس از انتشار آلبوم ناموفق آزادی (۱۹۹۱) محبوبیت دورَن دورَن رو به افول گذاشته‌بود. اما انتشار «جهان معمولی»-در دسامبر ۱۹۹۲ در آمریکا و در ژانویهٔ ۱۹۹۳ در بریتانیا-باعث شد محبوبیت از دست رفتهٔ گروه بازگردد و نسل جدیدی از هواداران برای آن‌ها پیدا شود.
پس از جنگ بوسنی، سایمون لِبون-خوانندهٔ دورَن دورَن- به‌همراه لوچیانو پاواروتی نسخهٔ جدیدی از «جهان معمولی» را برای کمک به کودکان جنگ‌زدهٔ بوسنی اجرا کردند. این ترانه در ماه مه ۱۹۹۴ یک جایزهٔ آیور نوولو نصیب دورَن دورَن کرد و در سال ۲۰۰۴ به‌عنوان یکی از قطعات ساوندترک فیلم کیک لایه‌ای استفاده شد.